# Alejo Santos
Alejo Santos (Bustos, 17 luglio 1911 – Quezon City, 18 febbraio 1984) è stato un generale e politico filippino.
Nativo della provincia di Bulacan, nelle Filippine si guadagnò la reputazione di eroe per aver combattuto nella seconda guerra mondiale contro il dominio dell'impero giapponese. Tale fama gli consentì di iniziare una carriera politica al termine del conflitto mondiale. Nel 1946 fu eletto nella Camera dei rappresentanti ma fu quasi subito rimosso dalla posizione per via di controversie legate alle elezioni. Dal 1949 al 1951 ricoprì nuovamente tale carica, per poi divenire governatore di Bulacan dal 1951 al 1957. Più tardi fu nominato Segretario della Difesa Nazionale durante l'amministrazione di Carlos Polestico Garcia e quindi capo del dipartimento dell'amministrazione penitenziaria nel corso dell'era Marcos.
Ritiratosi a vita privata negli anni settanta, ritornò nello scenario politico del paese nel decennio successivo quando accettò di sfidare Ferdinand Marcos nelle elezioni presidenziali del 1981, dalle quali ne uscì sconfitto. Abbandonata definitivamente la carriera politica, morì stroncato da un infarto nel 1984. Fu sepolto nel cimitero degli eroi o Libingan ng mga Bayani.

## Biografia
Alejo Santos nacque il 17 luglio 1911 nella municipalità di Bustos da Pedro e Regina Santos. La sua era una povera famiglia di contadini.
Santos sposò Juanita Garcia nel 1934. La coppia ebbe otto figli: Reynaldo, Edgardo, Ravenal, Lamberto, Liberty, Daisy, Nenita ed Alexis.